# Xochimilcas
Os Xochimilcas foram um povo mesoamericano que chegaram ao Vale do México, no final do século XII ou início do século XIII. Eram uma cultura irmã a dos astecas (ou mexicas) e de outras tribos que falavam a língua náuatle e compartilhavam o mesmo panteão geral, com variações locais e tribais.
Os Xochimilcas foram os primeiros a saírem de Chicomoztoc  o ocuparam a região de Cuahilama (ou Cuailama, nas cercanias da atual Santa Cruz Acalpixca), e fundaram sua cidade em 919. Pouco a pouco se expandiram ocupando territórios próximos.
Dedicavam-se principalmente à agricultura e cultivavam em chinampas, método agrícola transmitido de geração a geração até a atualidade. Cultivavam milho, feijão, pimentões, entre outros vegetais, além de uma grande variedade de flores.
A partir de 1376 estiveram em guerra permanentemente com os aztecas, até que em 1430 foram conquistados por eles .